# Eumenes koriensis
Eumenes koriensis är en stekelart som beskrevs av Giordani Soika 1992. Eumenes koriensis ingår i släktet krukmakargetingar, och familjen Eumenidae. Inga underarter finns listade i Catalogue of Life.